# Într-o grădină încântătoare
Într-o grădină încântătoare este un film românesc din 1983 regizat de Titus Mesaroș.